# Dead Clade Walking
Dead Clade Walking – termin określający klad, który przetrwał masowe wymieranie, jednak wyginął niedługo później lub nigdy nie osiągnął wcześniejszego poziomu zróżnicowania i odgrywał jedynie marginalną rolę w ekosystemie. Według Davida Jablonskiego do możliwych przyczyn występowania dead clades walking należą zmiany środowiskowe, takie jak trwałe trendy klimatyczne, mogą one doprowadzić do wyginięcia wielu grup – także tych, które przetrwały wielkie wymieranie stosunkowo nietknięte, jednak ich wpływ jest największy na klady, na które w niedalekiej przeszłości zadziałał taksonomiczny lub przestrzenny efekt wąskiego gardła. Zdaniem Jablonskiego nie tłumaczą one jednak wszystkich przykładów dead clades walking – jako inną przyczynę wymienił interakcje biotyczne, takie jak konkurencja lub drapieżnictwo ze strony przedstawicieli innych grup. Niektóre klady są w stanie egzystować na niskim poziomie różnorodności przez długi czas, w szczególności w refugiach. Te, które przetrwały do współczesności, bywają określane jako żywe skamieniałości.
Jako przykłady dead clades walking Jablonski podaje bellerofonty i amonity z grupy Prolecanitida po wymieraniu permskim, ramienionogi z rzędu Spiriferoida po wymieraniu triasowym i otwornice Zeauvigirina po wymieraniu kredowym. Badania Jablonskiego sugerują, że ich geograficzne rozprzestrzenienie nie jest równomierne – zdecydowanie największa liczba dead clades walking mięczaków po wymieraniu kredowym występowała na terenach obecnych Indii i Pakistanu.
Termin Dead Clade Walking został wprowadzony w 2001 roku przez Davida Jablonskiego. Odnosi się on do filmu Dead Man Walking (pol. Przed egzekucją).